# Andrzej Frydryszak
Andrzej Frydryszak – polski fizyk, dr hab. nauk fizycznych, adiunkt Instytutu Fizyki Teoretycznej i prodziekan Wydziału Fizyki i Astronomii Uniwersytetu Wrocławskiego.

## Życiorys
Obronił pracę doktorską, 19 listopada 2010 habilitował się na podstawie pracy zatytułowanej Supersymetryczna mechanika klasyczna w uogólnionych przestrzeniach fazowych i supersymetryczna mechanika kwantowa w uogólnionych przestrzeniach Hilberta. Objął funkcję adiunkta w Instytucie Fizyki Teoretycznej, a także prodziekana na Wydziale Fizyki i Astronomii Uniwersytetu Wrocławskiego.